# Agent turystyczny
Treść tego artykułu należy opracować w taki sposób, aby nie uwypuklała nadmiernie polskiej specyfiki / aby nie zawężała się tylko do polskich warunków
 Po wyeliminowaniu niedoskonałości należy usunąć szablon {{Dopracować}} z tego artykułu.
Agent turystyczny – przed 1 lipca 2018 r. przedsiębiorca, którego działalność polegała na stałym pośredniczeniu w zawieraniu umów o świadczenie usług turystycznych na rzecz organizatorów turystyki posiadających zezwolenie lub na rzecz innych usługodawców posiadających siedzibę w kraju w którym prowadzi działalność gospodarczą.
Prowadzenie działalności na terenie Polski jako agent turystyczny nie wymaga specjalnych pozwoleń i gwarancji, gdyż agent pośredniczy, a nabywca usług turystycznych zawiera faktyczną umowę z organizatorem turystyki lub pośrednikiem turystycznym.
Do agentów turystycznych działających na rynku polskim zalicza się takie przedsiębiorstwa turystyczne jak np.: travelplanet.pl, wakacje.pl, które swoją działalność gospodarczą prowadzą zarówno w oparciu o stacjonarny oraz internetowy kanał sprzedaży, a także takich agentów turystycznych jak np.: Fly.pl, triverna.pl, travelist.pl, lastminute.com, którzy prowadzą tylko działalność internetową.
Od 1 lipca 2018 r. agentem turystycznym jest przedsiębiorca turystyczny inny niż organizator turystyki, który na podstawie umowy agencyjnej sprzedaje lub oferuje do sprzedaży imprezy turystyczne utworzone przez organizatora turystyki.